# 스가와라 쯔즈코
스가와라 쯔즈코(일본어: 菅原都々子, 1927년 8월 15일 ~ )는 일본의 가수이다.
1927년 아오모리현 산본기 정(지금의 도와다시)에서 태어났으며, 본명은 나가마쓰 쯔즈코(永松 都々子)이다. 아버지는 스가와라 로쿠오토(菅原陸奥人)이며 로쿠오토는 후에 작곡가로 활동하며 무쓰 아키라(陸奥明)라는 이름을 쓴다. 1937년 12월, 아버지로부터 떨어져 상경해 작곡가 고가 마사오의 양녀가 된다. 이름을 고가 히사코(古賀久子)로 하여 닛카츠의 영화 주제가 〈아버지의 노래시계〉(お父さんの歌時計)로 테이치쿠 레코드에서 데뷔하였다. 1940년 다시 친아버지에게 돌아가며 고가의 양녀로 들어갔던 관계가 해소되었으며, 그 해 9월 출생명인 스가와라 쯔즈코로 테이치쿠와 계약을 맺고 가수로 활동하였다. 1945년 아버지의 모교인 도요 음악학원을 졸업하였다.
1951년부터 NHK에서 방송된 《NHK 홍백가합전》 1회에 출연했던 14명의 유명 가수 중 한 명으로, 모두 네 번을 출연하였다. 1973년, 과거 올림픽 복싱 일본 대표였던 메이지 대학 교수 나가마쓰 히데키치(永松英吉)와 결혼하였으나, 1992년 히데키치가 급성심근경색에 빠져 사별한다. 2006년 가수 활동 70주년을 맞이하며 현역 가수로서의 활동을 중단하였다. 이후로는 노래를 통한 자원 봉사 활동에 집중하고 있다.